# Diócesis de Farafangana
La diócesis de Farafangana (en latín: Dioecesis Farafanganen(sis) y en francés: Diocèse de Farafangana) es una circunscripción eclesiástica latina de la Iglesia católica en Madagascar, sufragánea de la arquidiócesis de Fianarantsoa. La diócesis tiene al obispo Gaetano Di Pierro, S.C.I. como su ordinario desde el 24 de junio de 2005.

## Territorio y organización
La diócesis tiene 23 275 km² y extiende su jurisdicción sobre los fieles católicos de rito latino residentes en parte de la región de Atsimo-Atsinanana.
La sede de la diócesis se encuentra en la ciudad de Farafangana, en donde se halla la Catedral del Sagrado Corazón.
En 2019 en la diócesis existían 10 parroquias.

## Historia
La diócesis fue erigida el 8 de abril de 1957 con la bula Sacratissima verba del papa Pío XII, obteniendo el territorio de la diócesis de Fort-Dauphin (hoy diócesis de Tôlanaro).
El 13 de abril de 1967 cedió una parte de su territorio para la erección de la diócesis de Ihosy mediante la bula Mirifice sane del papa Pablo VI.

## Estadísticas
De acuerdo al Anuario Pontificio 2020 la diócesis tenía a fines de 2019 un total de 179 140 fieles bautizados.
| Año                                                                             | Población            | Población | Población      | Sacerdotes | Sacerdotes    | Sacerdotes    | Bautizados por sacerdote | Diáconos permanentes | Religiosos | Religiosos | Parroquias |
| Año                                                                             | Bautizados católicos | Total     | % de católicos | Total      | Clero secular | Clero regular | Bautizados por sacerdote | Diáconos permanentes | Varones    | Mujeres    | Parroquias |
| ------------------------------------------------------------------------------- | -------------------- | --------- | -------------- | ---------- | ------------- | ------------- | ------------------------ | -------------------- | ---------- | ---------- | ---------- |
| 1970                                                                            | 66 291               | 525 000   | 12.6           | 26         | 4             | 22            | 2549                     |                      | 30         | 63         |            |
| 1980                                                                            | 50 751               | 618 000   | 8.2            | 26         | 5             | 21            | 1951                     |                      | 27         | 64         | 19         |
| 1990                                                                            | 50 656               | 700 000   | 7.2            | 26         | 5             | 21            | 1948                     |                      | 27         | 84         | 19         |
| 1999                                                                            | 67 155               | 850 000   | 7.9            | 32         | 9             | 23            | 2098                     |                      | 32         | 94         | 19         |
| 2000                                                                            | 69 327               | 900 000   | 7.7            | 37         | 11            | 26            | 1873                     |                      | 32         | 89         | 22         |
| 2001                                                                            | 71 015               | 900 000   | 7.9            | 36         | 11            | 25            | 1972                     |                      | 39         | 98         | 22         |
| 2002                                                                            | 69 541               | 900 000   | 7.7            | 35         | 11            | 24            | 1986                     |                      | 38         | 97         | 22         |
| 2003                                                                            | 67 826               | 900 000   | 7.5            | 36         | 11            | 25            | 1884                     |                      | 33         | 101        | 22         |
| 2004                                                                            | 71 487               | 900 000   | 7.9            | 36         | 10            | 26            | 1985                     |                      | 32         | 90         | 23         |
| 2006                                                                            | 92 106               | 951 000   | 9.7            | 38         | 11            | 27            | 2423                     |                      | 35         | 98         | 23         |
| 2013                                                                            | 120 480              | 1 103 000 | 10.9           | 41         | 16            | 25            | 2938                     |                      | 38         | 142        | 7          |
| 2016                                                                            | 165 430              | 1 452 000 | 11.4           | 38         | 10            | 28            | 4353                     |                      | 46         | 145        | 9          |
| 2019                                                                            | 179 140              | 1 574 555 | 11.4           | 41         | 14            | 27            | 4369                     |                      | 31         | 150        | 10         |
| Fuente: Catholic-Hierarchy, que a su vez toma los datos del Anuario Pontificio. |                      |           |                |            |               |               |                          |                      |            |            |            |

## Episcopologio
- Camille-Antoine Chilouet, C.M. † (24 de diciembre de 1957-25 de noviembre de 1970 falleció)
- Victor Razafimahatratra, S.I. † (16 de enero de 1971-10 de abril de 1976 nombrado arzobispo de Tananarive)
- Charles-Remy Rakotonirina, S.I. † (28 de octubre de 1976-6 de agosto de 2005 falleció)
- Benjamin Marc Ramaroson, C.M. (26 de noviembre de 2005-27 de noviembre de 2013 nombrado arzobispo de Antsiranana)
  - José Alfredo Caires de Nobrega, S.C.I. (27 de noviembre de 2013-3 de marzo de 2018) (administrador apostólico)
- Gaetano Di Pierro, S.C.I., desde el 3 de marzo de 2018